# Vincenc Červinka
Vicenc Červinka (Kolin, 2 d'agost de 1877 - Praga, 2 d'octubre de 1942) fou un periodista, traductor, crític literari i de teatre txec. Durant la Primera Guerra Mundial es va unir al moviment de resistència contra Àustria-Hongria.